# Veľké Leváre (kaštel)
Velké Leváry jsou barokní kaštel v jižní části stejnojmenné vesnice v okrese Malacky na Slovensku. Stojí v parku, ve kterém se nachází také kaple a mlýn z 18. století. Ve svých dějinách byl několikrát rekonstruován a během druhé poloviny 20. století v něm sídlil Ústav pro léčbu závislostí. Později byl ústav zrušen a zámek zůstal bez využití.

## Historie
Kaštel dal v roce 1723 postavit vídeňský arcibiskup, kardinál Sigismund von Kollonitz, na starších gotických a renesančních základech. Později hrabě Štefan Wenckheim rozvinul na svém velkostatku velkou hospodářskou a podnikatelskou činnost. V roce 1931 hrabě Anton Wenckheim prodal zámeček i s parkem řeholním sestrám voršilkám z Bratislavy.
V roce 1941 si zámeček odkoupilo Ministerstvo vnitra Slovenského štátu a uvedlo tam do provozu psychiatrický léčebný ústav. Během druhé světové války byla v kostele zřízena polní nemocnice německé armády, později po přechodu fronty lazaret rudé armády. Po skončení války se do zámku vrátil psychiatrický léčebný ústav.

## Popis
Kaštel tvoří trojkřídlá budova s půdorysem ve tvaru U a s dvojitou střechou. Střední rizalit hlavního křídla má vyvýšenou střechu. Barokní dispozice se střední sálem výškově přesahujícím patro je architektonicky vyjádřena rizalitem. Okna zámku jsou půlkruhově ukončena. Ve střední části se nachází arkádová chodba. V hlavním křídle je vestibul, slavnostní schodiště a velký sál. Stropy mají štukové ornamenty. Do parku se vstupuje terasou se schodištěm se sloupkovou balustrádou.
Ze zámku je výhled na čtrnáctihektarový park, vybudovaný ve francouzském stylu společně s hlavní budovou. V 19. století se park změnil na anglický a byl romanticky upraven. Také se v zde nacházely různé vzácné dřeviny a romantické pavilony.

## Zámek vkultuře
V zámeckém areálu se natáčelo několik scén seriálu Rex, který v září 2017 uvedla TV Markíza.